# She Was Pretty
She Was Pretty (hangeul : 그녀는 예뻤다 ; RR : Geunyeoneun Yeppeodda) est une série télévisée sud-coréenne diffusée entre le 16 septembre et le 11 novembre 2015 sur MBC avec Hwang Jung-eum, Park Seo-joon, Go Joon-hee et Choi Si-won,,,.

## Synopsis
Une comédie romantique sur deux vieilles connaissances qui se rencontrent de nouveau, après avoir eu des revers de fortune.
Kim Hye-jin était une belle jeune fille venant d'une famille riche. Après que l'entreprise de sa famille ait fait faillite, elle découvre le dur labeur et en perd sa beauté. Ji Sung-joon était peu attrayant et possédait peu d'estime de lui-même, mais est maintenant beau et fortuné.
Maintenant adulte les deux décident de se rencontrer de nouveau, mais Sung-joon est incapable de reconnaître Hye-jin.

## Distribution

### Acteurs principaux
- Hwang Jung-eum : Kim Hye-jin
  - Jung Da-bin : Kim Hye-jin (jeune)
- Park Seo-joon : Ji Sung-joon
  - Yang Han-yeol : Ji Sung-joon (jeune)
- Go Joon-hee : Min Ha-ri
  - Lee Ja-in : Min Ha-ri (jeune)
- Choi Si-won : Kim Shin-hyuk

### Acteurs secondaires
- Jung Da-bin : Kim Hye-rin
- Hwang Seok-jeong : Kim Ra-ra
- Shin Dong-mi : Cha Joo-young
- Ahn Se-ha : Kim Poong-ho
- Park Yu-hwan : Kim Joon-woo
- Kang Soo-jin : Joo Ah-reum
- Shin Hye-sun : Han Seol
- Kim Ha-gyoon : Boo Jong-man
- Jo Chang-geun : Gwang Hee
- Jin Hye-won : Lee Seol-bi
- Cha Jung-won : Jung Seon-min
- Bae Min-jung : Park Yi-kyung
- Im Ji-hyun : Lee Eun-young
- Park Choong-seon : Kim Jong-seob
- Lee Il-hwa : Han Jung-hye
- Lee Byung-joon : Min Yong-gil
- Seo Jung-yeon : Na Ji-seon
- Yoon Yoo-sun : Cha Hye-jung

## Diffusion
- MBC (2015)
- GTV
- ViuTV
- DATV
- Oh!K
- Pasiones
- Teleamazonas

## Réception
Dans le tableau ci-dessous, les chiffres bleus représentent les notes les plus basses et les chiffres rouges représentent les meilleures notes.
| Nb. d'épisodes | Date de diffusion  | Part d'audience moyenne | Part d'audience moyenne     | Part d'audience moyenne | Part d'audience moyenne     | Part d'audience moyenne   |
| Nb. d'épisodes | Date de diffusion  | TNmS Ratings            | TNmS Ratings                | AGB Nielsen             | AGB Nielsen                 | Meilleures notes internet |
| Nb. d'épisodes | Date de diffusion  | Tout le pays            | Région de la capitale Séoul | Tout le pays            | Région de la capitale Séoul | Meilleures notes internet |
| -------------- | ------------------ | ----------------------- | --------------------------- | ----------------------- | --------------------------- | ------------------------- |
| 1              | 16 septembre 2015  | 4.9%                    | 5.8%                        | 4.8%                    | 5.0%                        | 18.1%                     |
| 2              | 17 septembre 2015  | 7,1 %                   | 8,1 %                       | 7,2 %                   | 7,8 %                       | 25,1 %                    |
| 3              | 23 septembre 2015  | 8,0 %                   | 9,1 %                       | 8,5 %                   | 9,4 %                       | 30,9 %                    |
| 4              | 24 septembre 2015  | 7,8 %                   | 8,8 %                       | 9,9 %                   | 9,9 %                       | 32,5 %                    |
| 5              | 30 septembre 2015  | 9,0 %                   | 10,8 %                      | 10,7 %                  | 11,9 %                      | 40,6 %                    |
| 6              | 1er octobre$5 2015 | 8,4 %                   | 10,4 %                      | 10,2 %                  | 11,3 %                      | 40,2 %                    |
| 7              | 7 octobre 2015     | 11,8 %                  | 13,7 %                      | 13,1 %                  | 14,2 %                      | 47,0 %                    |
| 8              | 8 octobre 2015     | 13,2 %                  | 15,4 %                      | 14,5 %                  | 16,3 %                      | 49,6 %                    |
| 9              | 15 octobre 2015    | 16,2 %                  | 19,1 %                      | 16,7 %                  | 17,9 %                      | 59,4 %                    |
| 10             | 21 octobre 2015    | 15,3 %                  | 17,4 %                      | 17,3 %                  | 19,7 %                      | 59,6 %                    |
| 11             | 22 octobre 2015    | 17.2%                   | 19.7%                       | 17,7 %                  | 19,2 %                      | 59.8%                     |
| 12             | 28 octobre 2015    | 15,5 %                  | 17,8 %                      | 16,5 %                  | 17,9 %                      | 58,6 %                    |
| 13             | 29 octobre 2015    | 15,0 %                  | 17,5 %                      | 18.0%                   | 19.8%                       | 56,0 %                    |
| 14             | 4 novembre 2015    | 15,3 %                  | 17,4 %                      | 15,9 %                  | 17,8 %                      | 58,0 %                    |
| 15             | 5 novembre 2015    | 15,0 %                  | 17,8 %                      | 16,9 %                  | 18,7 %                      | 52,8 %                    |
| 16             | 11 novembre 2015   | 15,0 %                  | 17,7 %                      | 15,9 %                  | 17,7 %                      | NC                        |
| Moyenne        | Moyenne            | 12.17%                  | 14.16%                      | 13.36%                  | 14.66%                      | -                         |

## Bande-originale
| No | Titre                          | Artist                      | Durée |
| -- | ------------------------------ | --------------------------- | ----- |
| 1. | 쿵쿵쿵 (Thumping)              | Kim Min-seung               | 3:25  |
| 2. | 가끔 (Sometimes)               | Zia                         | 3:56  |
| 3. | 한 걸음 더 (One More Step)     | Kihyun de Monsta X          | 3:25  |
| 4. | 모르나봐 (You Don't Know Me)   | Soyou de Sistar, Brother Su | 3:20  |
| 5. | 너뿐이야 (You're the Only One) | Choi Siwon                  | 4:18  |
| 6. | 먼 길 (A Long Way)             | Park Seo-joon               | 4:12  |
| 7. | (They Long to Be) Close to You | The Carpenters              | 3:41  |

## Prix et nominations
| Année | Prix                      | Catégorie                                                  | Destinataire                    | Résultat   |
| ----- | ------------------------- | ---------------------------------------------------------- | ------------------------------- | ---------- |
| 2015  | APAN Star Awards          | Prix d'excellence, acteur dans une minisérie               | Park Seo-joon                   | Nomination |
| 2015  | APAN Star Awards          | Meilleure actrice de soutien                               | Hwang Seok-jeong                | Nomination |
| 2015  | Grimae Awards             | Prix d'excellence en théâtre                               | Lee Jin-seok, Roh Hyeong-sik    | Lauréat    |
| 2015  | Grimae Awards             | Meilleur directeur éclairage                               | Kim Yong-sam                    | Lauréat    |
| 2015  | MBC Drama Awards          | Grand prix (Daesang)                                       | Hwang Jung-eum                  | Nomination |
| 2015  | MBC Drama Awards          | Drame de l'année                                           | She Was Pretty                  | Nomination |
| 2015  | MBC Drama Awards          | Prix du choix de producteurs                               | Hwang Jung-eum                  | Lauréat    |
| 2015  | MBC Drama Awards          | Meilleur prix de l'excellence, actrice dans une mini-série | Hwang Jung-eum                  | Lauréat    |
| 2015  | MBC Drama Awards          | Prix d'excellence, acteur dans une mini-série              | Park Seo-joon                   | Lauréat    |
| 2015  | MBC Drama Awards          | Prix d'excellence, acteur dans une mini-série              | Choi Si-won                     | Nomination |
| 2015  | MBC Drama Awards          | Prix d'excellence, actrice dans une mini-série             | Go Joon-hee                     | Nomination |
| 2015  | MBC Drama Awards          | Top 10 Stars                                               | Hwang Jung-eum                  | Lauréat    |
| 2015  | MBC Drama Awards          | Top 10 Stars                                               | Park Seo-joon                   | Lauréat    |
| 2015  | MBC Drama Awards          | Meilleur acteur de soutien dans une mini-série             | Ahn Se-ha                       | Nomination |
| 2015  | MBC Drama Awards          | Meilleure actrice de soutien dans une mini-série           | Hwang Seok-jeong                | Lauréat    |
| 2015  | MBC Drama Awards          | Meilleure actrice de soutien dans une mini-série           | Shin Dong-mi                    | Nomination |
| 2015  | MBC Drama Awards          | Meilleur nouvel acteur dans une mini-série                 | Park Yu-hwan                    | Nomination |
| 2015  | MBC Drama Awards          | Meilleur nouvelle actrice dans une mini-série              | Shin Hye-sun                    | Nomination |
| 2015  | MBC Drama Awards          | Meilleur jeune acteur                                      | Yang Han-yeol                   | Lauréat    |
| 2015  | MBC Drama Awards          | Prix de popularité, l'acteur                               | Park Seo-joon                   | Lauréat    |
| 2015  | MBC Drama Awards          | Prix de popularité, l'acteur                               | Choi Si-won                     | Nomination |
| 2015  | MBC Drama Awards          | Prix de popularité, l'actrice                              | Hwang Jung-eum                  | Lauréat    |
| 2015  | MBC Drama Awards          | Prix de popularité, l'actrice                              | Go Joon-hee                     | Nomination |
| 2015  | MBC Drama Awards          | Meilleur couple                                            | Park Seo-joon et Hwang Jung-eum | Nomination |
| 2015  | MBC Drama Awards          | Auteur de l'année                                          | Jo Sung-hee                     | Lauréat    |
| 2016  | Baeksang Arts Awards      | Meilleur drame                                             | She Was Pretty                  | Nomination |
| 2016  | Baeksang Arts Awards      | Meilleur directeur de télévision                           | Jung Dae-yoon                   | Nomination |
| 2016  | Baeksang Arts Awards      | Meilleure actrice de télévision                            | Hwang Jung-eum                  | Nomination |
| 2016  | Baeksang Arts Awards      | Acteur le plus populaire de la télévision                  | Park Seo-joon                   | Nomination |
| 2016  | Baeksang Arts Awards      | Actrice la plus populaire de la télévision                 | Hwang Jung-eum                  | Nomination |
| 2016  | Korea Broadcasting Awards | Meilleur drame                                             | She Was Pretty                  | Lauréat    |
| 2016  | Korea Broadcasting Awards | Meilleure actrice                                          | Hwang Jung-eum                  | Lauréat    |